# Plaxiphora obscurella
Plaxiphora obscurella är en blötdjursart som först beskrevs av Souverbie 1866.  Plaxiphora obscurella ingår i släktet Plaxiphora och familjen Mopaliidae. Inga underarter finns listade i Catalogue of Life.